# José Ron
José Ron Vásquez (Guadalajara, Mexique; 8 août 1981), est un acteur mexicain.

## Biographie
José Ron est le fils de Jacinto Ron Rodríguez et de Rómula Vásquez Castro.

## Carrière
En 2004, il commence sa carrière d'acteur par la telenovela Mujer de madera puis il continue par d'autres telenovelas de la chaîne Televisa comme Rebelde, Código postal et Muchachitas como tú.
En 2008-2009, il obtient son premier rôle de protagoniste dans Juro que te amo, en compagnie d'Ana Brenda Contreras, Marcelo Córdoba, Patricia Navidad et Alejandro Ávila.
En 2009-2010, il joue dans Los exitosos Pérez sous la responsabilité de José Alberto Castro. C'est une version de la série argentine Los exitosos Pells. Son interprétation est récompensée par le prix TVyNovelas du meilleur acteur juvénile.
En 2010, il participe à Cuando me enamoro aux côtés de Silvia Navarro et de Juan Soler.
En 2011-2012, on le retrouve dans la telenovela La que no podía amar à nouveau aux côtés d'Ana Brenda Contreras avec qui il a joué dans Juro que te amo et avec Jorge Salinas et Susana González. Il est récompensé par le prix de TVyNovelas du meilleur rôle secondaire. 
Fin 2012, il est appelé par Mapat pour participer à La mujer del vendaval en compagnie d'Ariadne Díaz.
En 2014-2015, on le voit dans Muchacha italiana viene a casarse en compagnie de Livia Brito.
Fin 2015, il est dans Simplemente María avec Claudia Álvarez et Ferdinando Valencia.

## Filmographie

### Telenovelas
- 2004 : Mujer de madera (Televisa) : Adrián
- 2004-2006 : Rebelde (Televisa) : Enzo
- 2006-2007 : Código postal (Televisa) : Patricio González de la Vega Mendoza
- 2007 : Muchachitas como tú (Televisa) : Jorge
- 2008-2009 : Juro que te amo (Televisa) : José María Aldama. Protagoniste
- 2009-2010 : Los exitosos Pérez (Televisa) : Tomás Arana
- 2010-2011 : Cuando me enamoro (Televisa) : Matías Monterrubio Antagoniste
- 2011-2012 : La que no podía amar (Televisa) : ingeniero Gustavo Durán Protagoniste
- 2012-2013 : La mujer del vendaval (Televisa) : Augusto Castelo  Antagoniste                           * 2014-2015 : Muchacha italiana viene a casarse (Televisa) : Pedro Ángeles Protagoniste
- 2015-2016 : Simplemente María : Don Alejandro Rivapalacio Antagoniste Principal
- 2017 : Enamorándome de Ramón : Don Ramón López Protagoniste [2]
- 2018 : Por amar sin ley : Don Ramón Torres Apparence Especiele
- 2018 : Mi lista de exes : Juan Miguel (Episode : Juan Miguel)[3]
- 2018 : Ringo : Ringo[4]
- 2020 :’’Rubi’’ : Dr. Alejandro Cardenas                              * 2021 : ‘’La Deslamada’’ : Don Rafael Toscano

### Séries télévisées
- 2005 : Bajo el mismo techo : Eugenio
- 2009 : Locas de amor (Televisa) : Marcos
- 2009 : Tiempo final (Fox Latin America), Épisode : El funeral : Martín Arizmendi